# 海軍漂網船

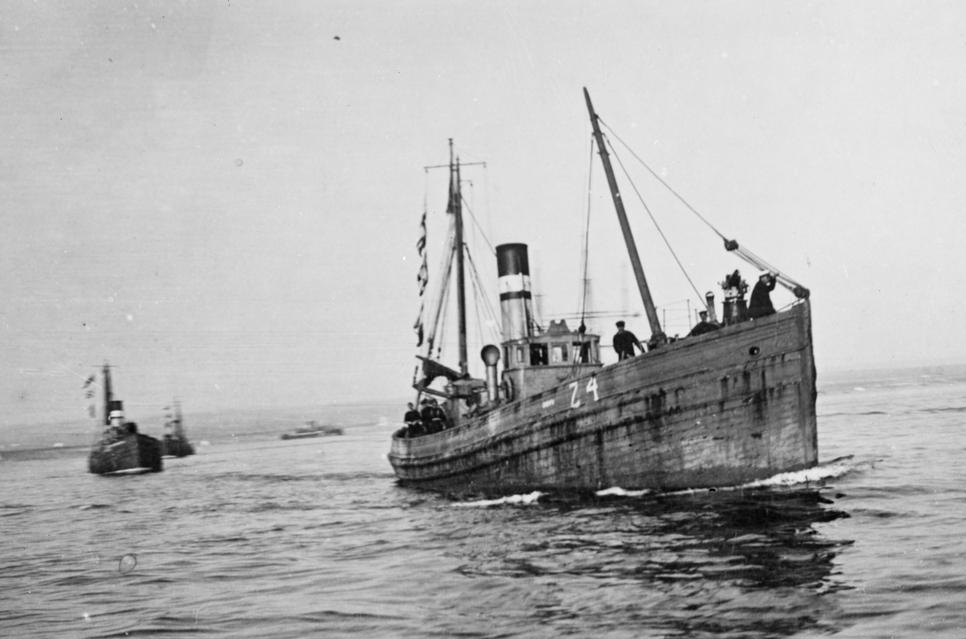
英國的漂網船正從位於亞得里亞海的基地行駛到奧特朗托堤壩

海軍漂網船（英語：naval drifter）是一種根據漂網漁船進行軍事化改裝後的軍用船隻。該船的作用與海軍拖網船相似，由於拖網與漂網漁船原先的工作都要拖曳重達數噸的漁網，因此經過簡易的改裝後，就能作為掃雷艦使用。相較而言，漂網船的尺寸較小，航速比拖網船慢。

## 軍事用途

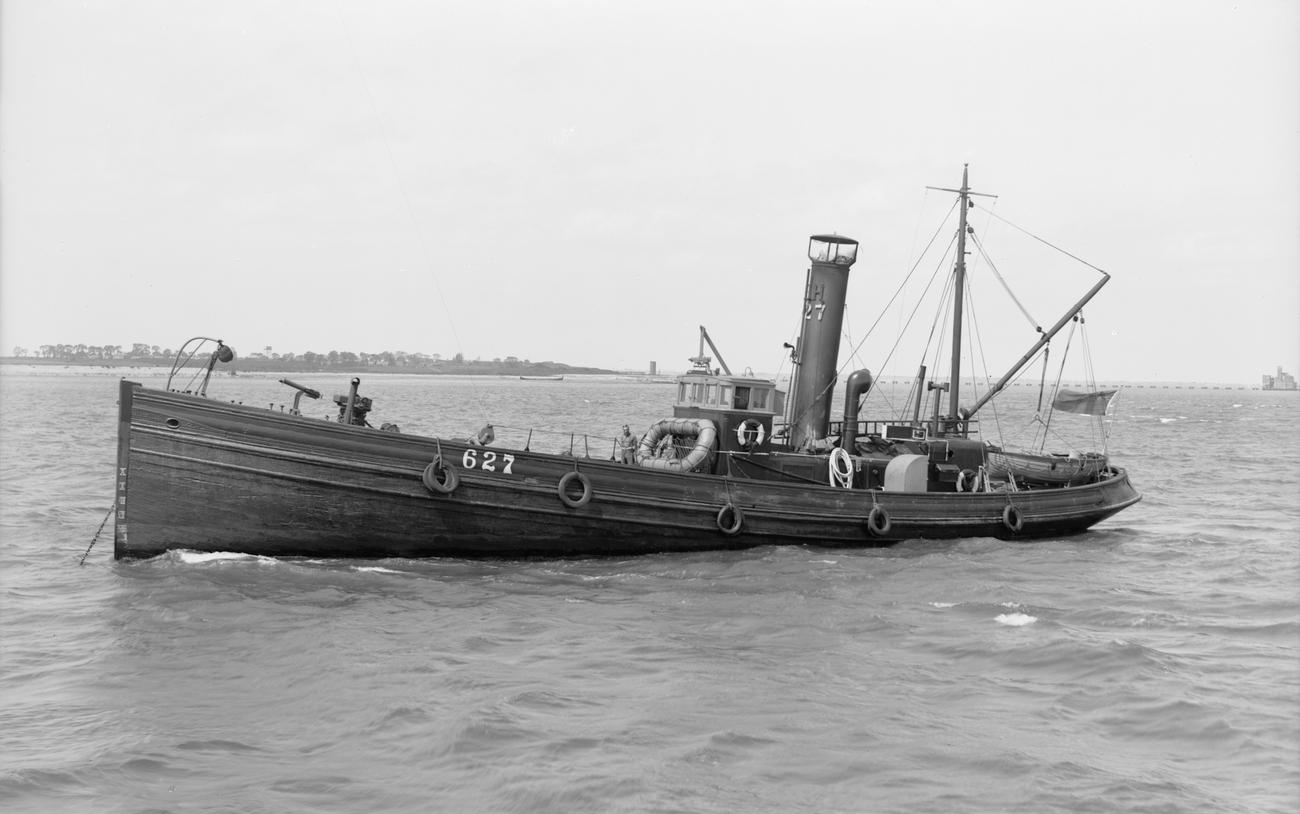
一艘位於大雅茅斯的漂網船喬治·艾伯特號

海軍對漂網船的改裝主要為對船體結構進行一定程度的增強，並配備反潛炮和深水炸彈，日常的任務則是維護和巡邏反潛網，以保護航道免受敵方潛艇的威脅。

## 第一次世界大戰

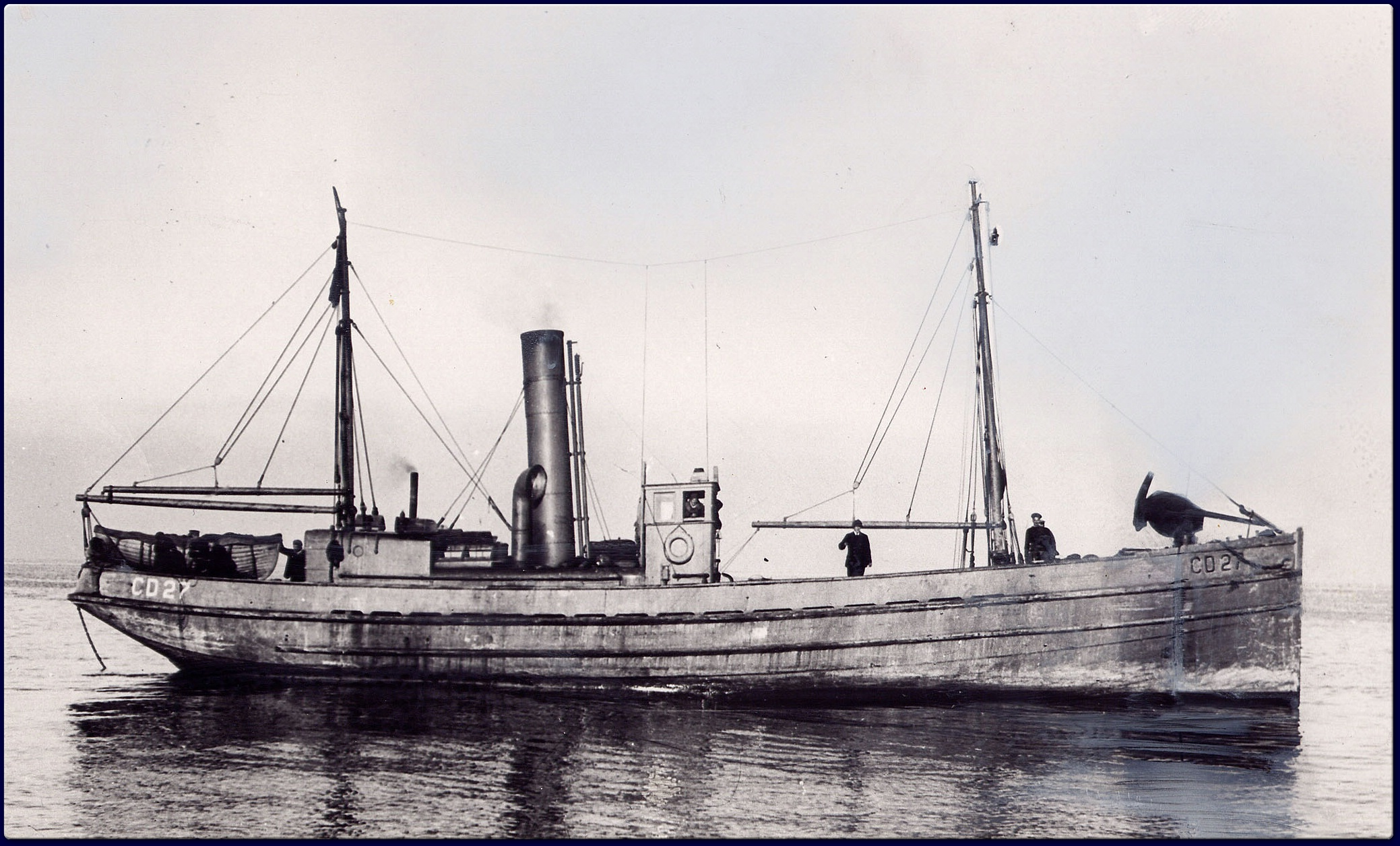
加拿大的CD級海軍漂網船，舷號CD 27，是加拿大海軍在第一次世界大戰中製造的漂網船。戰爭結束後則在拆除軍用裝備後作為漁船繼續使用

與漁業拖網船類似，英國皇家海軍在第一次世界大戰期間徵用了大量民用漂網漁船，將其改裝為軍用船隻。此外，皇家海軍根據海軍部的要求，共訂購了362艘專門建造的海軍漂網船，因此這些船通常被稱為海軍部漂網船（Admiralty Drifters）。由於技術難度不高，民用造船廠可以短時間內就開始製造，此外，這些漂網船在戰爭結束後還能作為民用漁船出售，具有經濟價值。
而皇家海軍建造的漂網船主要有木殼型和鋼殼型兩種：
木殼型：排水量175噸，全長86英尺（26.2米），船寬19英尺（5.8米），航速9節，裝備1門6磅炮。從1918年至1920年共建造91艘，此外，1917年1月又訂購了100艘由加拿大建造的同型船隻。
鋼殼型：排水量199噸，全長86英尺（26.2米），船寬18英尺6英寸（5.6米），航速9節，裝備1門6磅炮。從1917年至1920年共建造123艘，另有48艘被取消。
皇家海軍的漂網船與拖網船一樣，都以傳統方式命名，而加拿大建造的漂網船則採用了CD 1至CD 100的編號。

### 奧特朗托海戰
1917年，一支由英國漂網船隊組成的艦隊，在驅逐艦和輕巡洋艦的護航下，負責封鎖寬72公里（45英里）的奧特朗托海峽，阻止奧匈帝國海軍進入地中海。
1917年5月15日，奧匈帝國海軍發動突襲，攻擊封鎖線。在奧匈軍隊在開火前，海軍給予英國漂網船船員棄船警告。 但仍有一些漂網船選擇奮戰，其中Gowan Lee號直接還擊奧匈艦隊，最終該船遭受重創，但仍然浮於水面。其指揮官約瑟夫·沃特（Joseph Watt）之後因其英勇表現，被授予維多利亞十字勳章。
而當時封鎖海峽的47艘漂網船中，共14艘被擊沉，4艘受損。由於盟軍護航艦艇不足，封鎖艦隊被迫短暫撤退，但隨後又恢復封鎖。

## 來源
- Colledge, J.J. . Newton Abbot: David & Charles.
- Gardiner R, Gray R and Budzbon, P (1985) Conway's All the World's Fighting Ships 1906–1921 Conway. ISBN 978-0-85177-245-5
- Halpern, Paul G (1995) A Naval History of World War I Naval Institute Press, Annapolis. ISBN 1-55750-352-4
- Tucker, Spencer E. . ABC-CLIO. 2005. ISBN 1-85109-420-2.